# 利瓦伊·方丹
利瓦伊·方丹（英語：Levi Fontaine，1948年11月1日—），美国NBA联盟前职业篮球运动员。他在1970年的NBA选秀中第5轮第70顺位被旧金山勇士选中。